# オセアニアの武術一覧
オセアニアの武術一覧（おせあにあのぶじゅついちらん）とは、オセアニアに伝わる武術の一覧。

## 大陸
オーストラリア
- アボリジニー武術
  - コレーダ（英語版） - アボリジニーに伝わる相撲の一種。
- 禅道会

## ポリネシア
ニュージーランド
- マタルア
- ホエロア
- タイアハ - マオリ族が用いる木製の武器
- タオ - マオリ族が使う木製の槍
- テファテファ
- マウマウ（リンガリンガ）
- ファガトゥア - トケラウの相撲。

 キリバス
- デブデジュ  - 昔使われていた刀剣
- カウンラバタ - キリバス相撲とも。

 サモア
- リマラマ
- タウピガ

 トンガ
- ピイ・タウヴァ

 ハワイ諸島
- カプ・クイアルア
- ホココ
- ウマ（クラクラ）

 タヒチ
- モアナ

## メラネシア
フィジー
- ワウ - 棍棒
- ヴェイボ

 ソロモン諸島
- スビ - マライタ島で使われている棍棒

 パプアニューギニア
- エポオ・コリオ - キワイ島の相撲。